# Алдо Моро
Алдо Моро (на италиански: Aldo Moro) е италиански политик – 39-ият министър-председател на Италия от 1963 до 1968 г., а след това от 1974 до 1976 г.
Той е сред най-дълго служилите следвоенни премиери, оставайки на власт общо повече от 6 години. Оглавява 5 кабинета – 1 левоцентристки (първия, до 23 юли 1964 г.) и още 4 християндемократически. Като водач на християндемокрацията Моро е смятан за интелектуалец и спокоен посредник, особено във вътрешния живот на партията. На 16 март 1978 г. е отвлечен от организацията Червените бригади и след 55 дни в плен е убит.

## Образование и младежки години
Моро е роден в Малие, провинция Лече (Пулия), в семейство от Удженто. На 4-годишна възраст семейството му се мести в Милано, но скоро пак се връща в Пулия, където той завършва средно образование (гимназията Аркита в Таранто). До 1939 г. учи право в университета на Бари, където по-късно е професор по философия на правото и колониалната политика (1941) и по наказателно право (1942).
През 1935 г. членува в университетската студентска католическа асоциация на Бари. През 1939 г. след одобрението на Джовани Батиста Монтини е избран за президент на асоциацията. Заема този пост до 1942 г. Участва в студентски състезания, организирани от фашистка студентска организация.
По онова време създава списанието „La Rassegna“, което излиза от 1943 до 1945 г. През 1945 г. се жени за Елеонора Чиаварели (1915 – 2010), от която има 4 деца: Мария Фида (1946), Агнес (1952), Ана и Джовани (1958).
Моро преподава „Право“ в Бари в продължение на 20 години; през 1963 г. започва да преподава като професор по наказателно право и процес в университета „Ла Сапиенца“ в Рим.

## Участие в политиката
Моро развива интерес към политиката в периода 1943 – 1945 г. Първоначално се интересува от социалдемократичния компонент на социалистическата партия в Италия, но по-късно католикът в него го води към новосъздадената християндемократическа партия.
През 1945 г. става директор на списание „Studium“ и президент на движението на Azione Cattolica.
През 1946 г. е номиниран за вицепрезидент на Християндемократическата партия и е избран за член на Конституционалното (учредителното) събрание, където взема участие в редактирането на италианската републиканска конституция. През 1948 г. е избран в италианския парламент и е избан за министър на външните работи в петия кабинет на Де Гаспери (23 май 1948 – 27 януари 1950).
През 1952 г. Моро е преизбран за член на Камарата на депутатите и заема поста председател на християндемократическата партийна група. Избран е за министър на правосъдието в първия кабинет на Антонио Сегни през 1955 г.
Министър на образованието е в кабинетите на Адоне Цоли и Аминторе Фанфани. Въвежда гражданското образование в националния учебен план. През 1959 г. на Шестия партиен конгрес заема поста национален секретар на Християндемократическата партия.
През 1963 г. за пръв път е номиниран за премиер на Италия. Неговото правителство не е изцяло подкрепено от Християндемократическата, Социалистическата, Републиканската и Социалдемократическата партия. Третият му кабинет (1966 – 1968) е на власт 833 дни – рекорд за Италия, наречен „Първата република“.
Моро е смятан за много силен посредник, способен да координира вътрешните течения в християндемократическата партия.
В началото на 1960 г. Моро е сред най-убедителните поддръжници на съюза между Християндемократическата и Социалдемократическата партия, като идеята му е да разшири мажоритарния вот и да вкара социалистите в правителствената система. През 1963 г. на конгреса на партията в Неапол той успява да убеди колегите си да приемат стратегията. Същото става и през 1978 г. (с помощта на Комунистическата партия), когато той поддържа идеята за правителство на националната солидарност.
Главната идея на Моро е да разшири демократичната база на правителството: кабинетите е трябвало да поддържат по-голям брой партии и гласуващи.
През 1977 г. Моро е замесен в международни спорове. Силно подкрепя Мариано Румор на парламентарните дебати във връзка със скандала с „Локхийд“. Част от пресата свързва Моро с подкупи и се стреми политически да го унищожи. На 3 март 1978 г., 13 дни преди отвличането му, Моро е оправдан.

## Отвличане
На 16 март 1978 г. Моро е отвлечен, а 5-ата му телохранители са убити (това става на улица „Виа Фани“ в Рим) от крайнолявата терористична организация „Червените бригади“, водена от Марио Морети. Моро е на път за заседание на Камарата на депутатите за вот на доверие за ново правителство, водено от Джулио Андреоти, което за пръв път в историята се очаква да получи подкрепата на Комунистическата партия. Това тогава трябва да е първата стъпка в прилагането на стратегическата политическа визия на Моро, дефинирана като compromesso storico (исторически компромис).
„Червените бригади“ предлагат да разменят живота на Моро срещу свободата на терористи в затвора. Когато Моро е отвлечен, правителството незабавно заема твърдата позиция: „Държавата не трябва да се огъва“ пред исканията на терористите. Някои съпоставят това с отвличането на през 1981 г. Чиро Чирило – дребна политическа фигура, за който правителството преговаря. Чирило обаче е освободен срещу откуп, а не срещу освобождаване на терористи от затвора.
Докато е в плен, Моро изпраща писма на Християндемократическата партия и на папа Павел VI. Тези писма, на моменти много критични към Андреоти, са пазени в тайна в продължение на повече от десетилетие и са публикувани едва в началото на 1990-те години. В тях Моро заявява, че основната цел на държавата трябва да е спасяването на живота и че правителството трябва да се подчини на исканията на похитителите. Повечето от християндемократическите лидери твърдят, че писмата не изразяват истинските желания на Моро, тъй като са писани по принуда и затова отказват всякакви преговори. Това рязко контрастира с исканията на семейството на Моро. В обръщението си към терористите папа Павел VІ иска от тях да освободят Моро без условия.
На 9 май 1978 г. простреляното тяло на Моро е намерено в изоставена кола в Рим.